# Agrotis ceramophaea
Agrotis ceramophaea là một loài bướm đêm thuộc họ Noctuidae. Nó là loài đặc hữu của Kauai và Hawaii.